# Tapinoma christophi
Tapinoma christophi är en myrart som beskrevs av Carlo Emery 1925. Tapinoma christophi ingår i släktet Tapinoma och familjen myror. Inga underarter finns listade i Catalogue of Life.